# Metrosideros nervulosa
Metrosideros nervulosa là một loài thực vật có hoa trong Họ Đào kim nương. Loài này được C.Moore & F.Muell. mô tả khoa học đầu tiên năm 1874.